# Mosaad Megahed
Mosaad Megahed (* 10. Dezember 1956 in Alexandria, Ägypten) ist ein deutscher Facharzt für Haut- und Geschlechtskrankheiten. Er ist Professor und Oberarzt an der Klinik für Dermatologie und Allergologie der Uniklinik RWTH Aachen. Zu seinen wissenschaftlichen Schwerpunkten zählen neben der Allgemeinen Dermatologie unter anderem die Dermatohistologie, autoimmun und erbliche blasenbildende Erkrankungen, Hautkrebs sowie immunmediierte inflammatorische Hauterkrankungen wie z. B. Psoriasis, atopische Dermatitis, Kollagenosen, Vitiligo und Urticaria.

## Leben
Nach Abschluss seines Medizinstudiums war Megahed von 1985 bis 1990 Assistenzarzt an der Universitätshautklinik der Heinrich-Heine-Universität Düsseldorf bei Gerd Plewig. 1990 erlangte er die Anerkennung als Facharzt für Haut- und Geschlechtskrankheiten, ein Jahr später bekam er die Zusatzbezeichnung Allergologie. 1991 ging Megahed für einen Forschungsaufenthalt an die University of Glasgow zu Rona MacKie. Im selben Jahr kehrte er als Oberarzt an die Universitätshautklinik Düsseldorf zurück. 1994 promovierte er zum Doktor der Medizin. Von 1994 bis 1996 ging er für einen Forschungsaufenthalt an die Thomas Jefferson University in Philadelphia zu Jouni Uitto. Gleichzeitig bildete Megahed sich am dortigen Institute for Dermatopathology bei Bernie Ackerman weiter. 1996 habilitierte sich Megahed und erhielt die Lehrbefugnis an der Heinrich-Heine-Universität Düsseldorf, an der er bis 2005 als Professor und Oberarzt wirkte. 2005 erfolgte die Umhabilitation und Megahed erhielt die Lehrbefugnis an der Universität RWTH Aachen, an der er bis heute als Professor und Oberarzt tätig ist.
Seit 2006 trägt Megahed die Zusatzbezeichnung Dermatohistologie und ist Fachprüfer an der Ärztekammer Nordrhein-Westfalen.

## Wissenschaftlicher Beitrag
- 1996 und während seines Forschungsaufenthaltes an der Thomas Jefferson University in Philadelphia gelang es Megahed und Kollegen ein neues Gen in Menschen und Mäusen zu identifizieren und zu klonieren. Sie nannten das Gen LAD und sein produziertes Protein Ladinin.[3] Die komplette Sequenz dieses Gens und seines Proteins ist in der GenBank unter der Nummer: U42408,[4] O00515[5] U58994,[6] und U58011[7] registriert.
- 2002 konnten Megahed und Kollegen mittels Immunhistochemie zeigen, dass der Tumor Melanoma in situ in manchen Fällen tiefer in die Haut eingedrungen ist als beurteilt und aus diesem Grund eine Tendenz zur Metastasierung hat.[8]
- 2005 publizierte Megahed eine Monographie über die blasenbildenden Erkrankungen der Haut und Schleimhäute.[9]
- 2008 kooperierte Megahed mit Forschungsteams aus verschiedenen Universitäten und entdeckte eine neue Erkrankung mit Hautveränderungen, Immunschwäche und RAG Mutation.[10]
- 2014 konnte eine Doktorandin aus Megaheds Team zeigen, dass das Melanoma-Volumen eine Rolle bei der Melanomprognose spielt.[11]

Seit einigen Jahren fokussiert sich Megahed auf den Pathomechanismus der Therapieresistenz bei manchen Melanomen und kooperiert in diesen Gebiet mit Forschungsteams aus den USA.

## Mitgliedschaften in wissenschaftlichen Vereinigungen
Megahed ist Mitglied in der Deutschen Dermatologischen Gesellschaft, in den Arbeitsgemeinschaften Dermatologische Forschung und Dermatologische Histologie sowie in der European Society of Dermatopathology.

## Ehrungen und Auszeichnungen
2003 überreichte die Arbeitsgemeinschaft Dermatologische Histologie (ADH) Megahed und Kollegen den K.G. Steigleder-Preis für die beste Dermatohistologie-Arbeit.

## Publikationen
Bücher
- M. Megahed: Histopathology of Blistering Diseases: With Clinical, Electron Microscopic, Immunological and Molecular Biological Correlations. Springer Verlag, Berlin/Heidelberg 2004, ISBN 3-540-42562-4.

Artikel
Megahed veröffentlichte mehr als 280 Publikationen in wissenschaftlichen Fachmagazinen (Stand April 2016).
Publikationsliste ResearchGate